# Wilhelm Gösser
Johann Wilhelm Gösser (* 6. Mai 1881 in Mühltal bei Leoben; † 10. März 1966 in Graz) war ein österreichischer Bildhauer.

## Leben

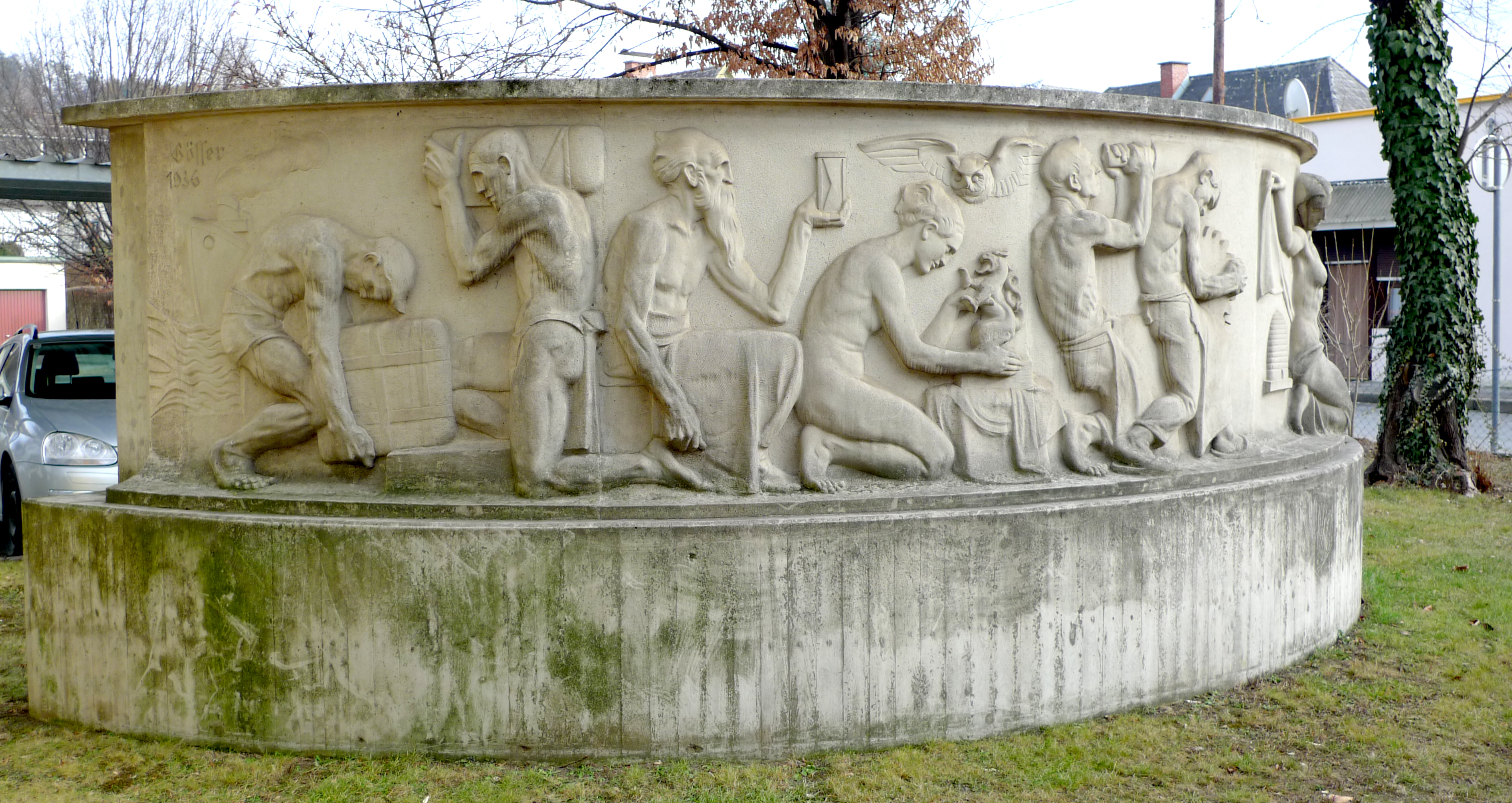
1936 für das Eckhaus Joanneumring 2 und Am Eisernen Tor geschaffen, heute im Garten der Kath. Expositur der Salvatorkirche in der Körösistrasse aufgestellt

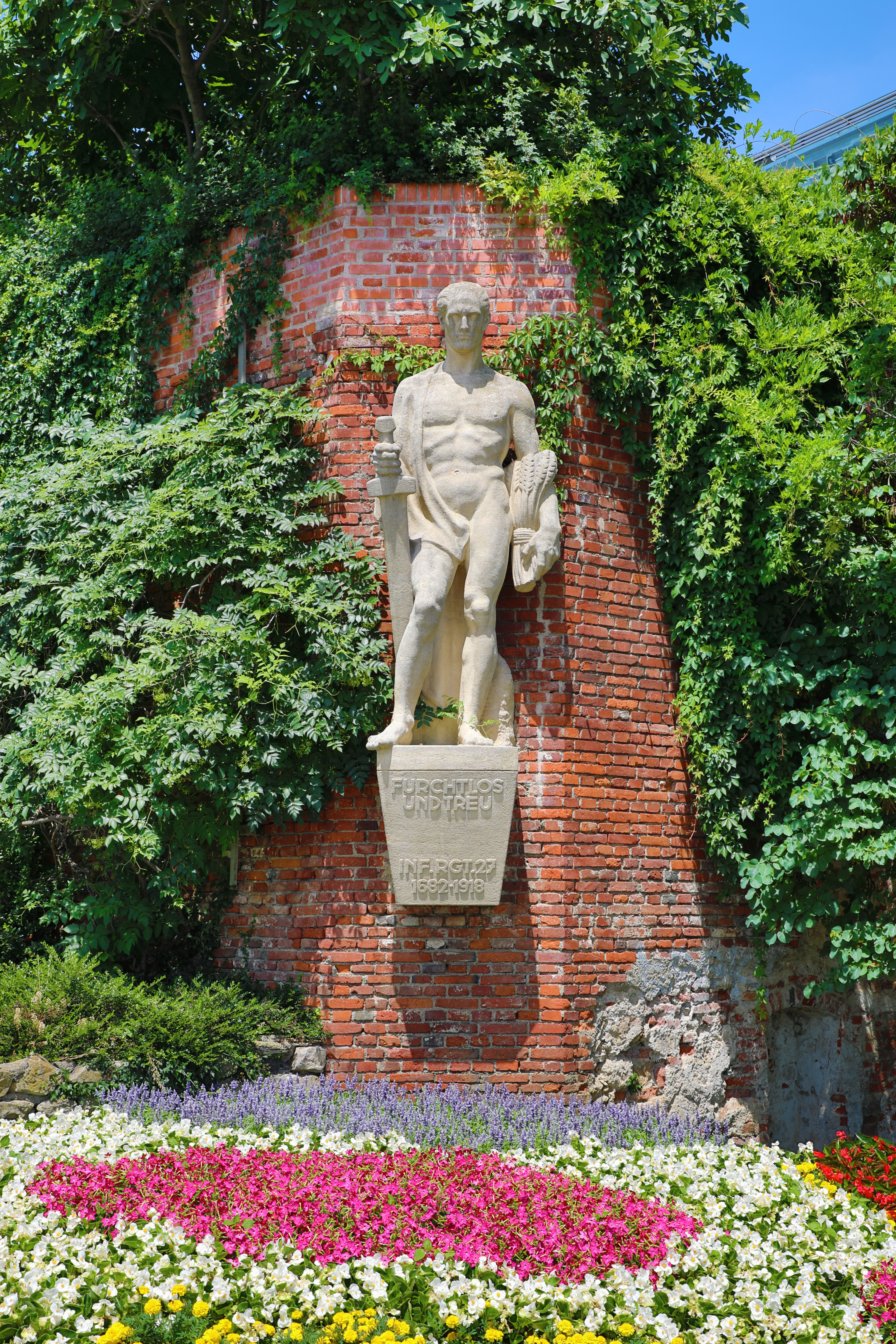
Denkmal zu Ehren des k. u. k. Infanterieregiments Nr. 27 auf dem Grazer Schloßberg (1932)

Wilhelm Gösser war der Sohn von Hans Brandstetter und ging wie sein Vater bei Jakob Gschiel in die Lehre. Nach vierjähriger Lehre und drei Gehilfenjahren bei Peter Neuböck in Graz studierte er von 1905 bis 1912 an der Akademie der Bildenden Künste in Wien unter Hans Bitterlich und Edmund Hellmer. 1913 erhielt er den Rompreis für die Monumentalplastik „Riff“, dessen Stipendium ihm Studienreisen u. a. nach Italien ermöglichte. Nach dem Kriegsdienst bei den „Siebenundzwanzigern“ lebte und arbeitete Gösser in Graz, wo er von 1920 bis 1945 Holz- und Steinbildhauerei an der Kunstgewerbeschule Graz lehrte und zum Professor und Leiter der Abteilung Bildhauerei ernannt wurde.
1933 trat Gösser in die Ortsgruppe Graz der NSDAP ein (Mitgliedsnummer 1.532.827) und trat am 30. Juni 1936 wieder aus, da er die Beitragszahlungen einstellte. Eine parteiinterne Beurteilung von 1941 gibt zudem eine Parteimitgliedschaft bei der Vaterländischen Front an. Gössers Aufnahmegesuch von 1938 wurde entsprechend abgelehnt, aber auch eines von 1940 blieb trotz späterer Intervention der Gauleitung erfolglos.
Zu seinen Werken gehören eine Büste Hugo Wolfs von 1945 im Park des Palais Meran, ein Porträt-Relief des Chemikers Friedrich Emich in der Villeforthgasse und zahlreiche andere Denkmäler und Büsten in Graz, sowie zahlreiche Grabdenkmäler am Grazer Zentralfriedhof. Weitere Werke befinden sich in der Umgebung von Graz, sowie in Rottenmann, Weiz und der Südoststeiermark.
Das Kriegerdenkmal auf dem Hauptplatz in Leibnitz schuf Gösser 1927 bis 1930 gemeinsam mit Bruno Fiedler.
Bei der Ausstellung Deutsche Künstler und die SS 1944 in Salzburg wurde von ihm das Werk „Ritter von Schönerer“ ausgestellt, des Idols von Adolf Hitler (siehe:Georg von Schönerer).
Eher als Kuriosum anzusehen ist sein 1916 geschaffener Eiserner Wehrmann(siehe auch Wehrmann in Eisen), der heute im Garnisonsmuseum Graz (heute: Schlossberg-Museum) steht. Im Denk-Mal im Waschkeller, einem multimedialen Museum für Zeitgeschichte, wird die Wandlungsfähigkeit des Bildhauers unter verschiedenen Lebensumständen und Regimes dokumentiert. Gössers Werk lässt sich zwischen Realismus und Symbolismus verorten.
Er ist auf dem St.-Leonhard-Friedhof in Graz beigesetzt.

## Werkauswahl

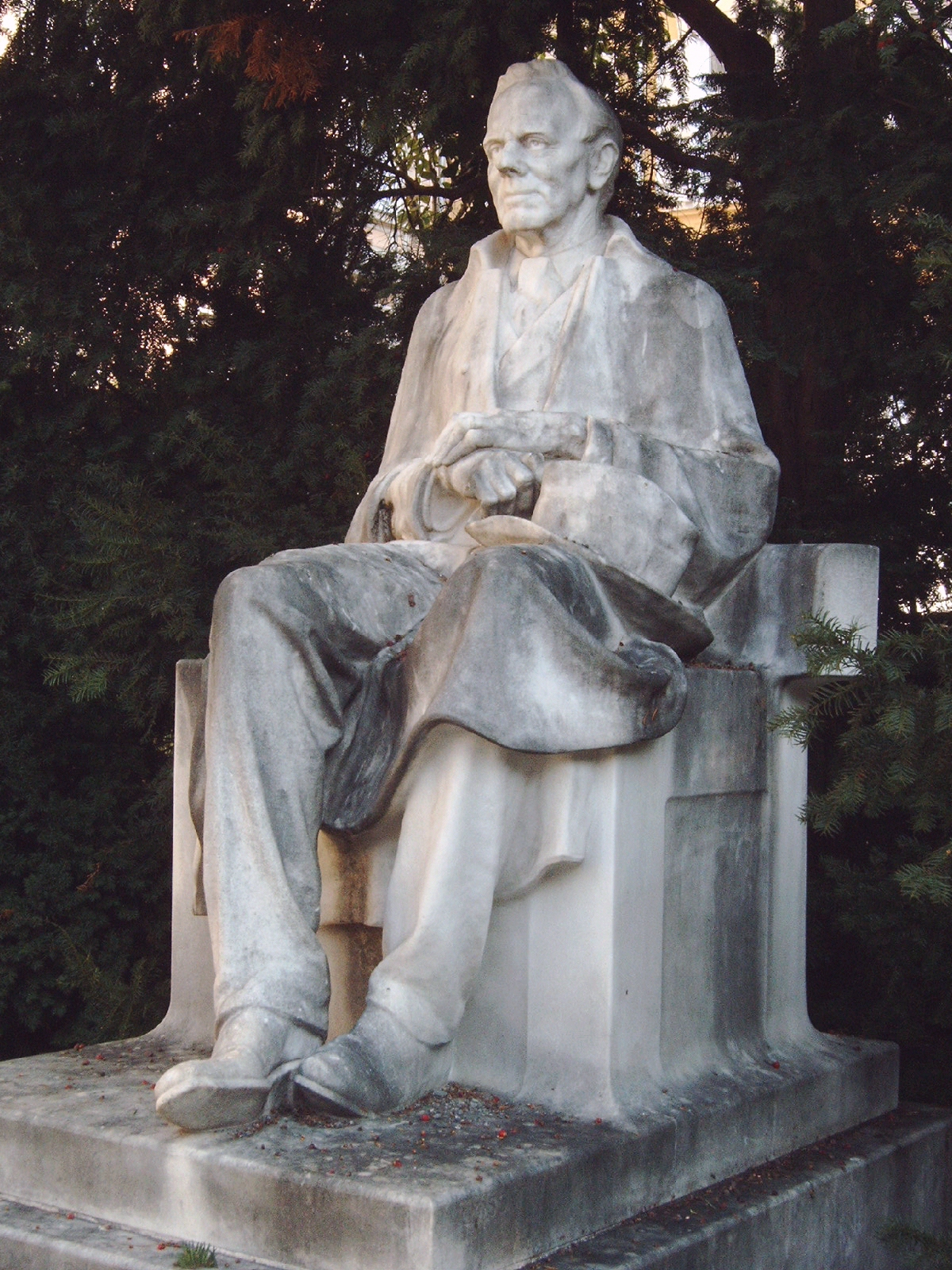
Peter-Rosegger-Denkmal in Graz (1925)
Springbrunnenfigur der Villa Kollmann in Graz
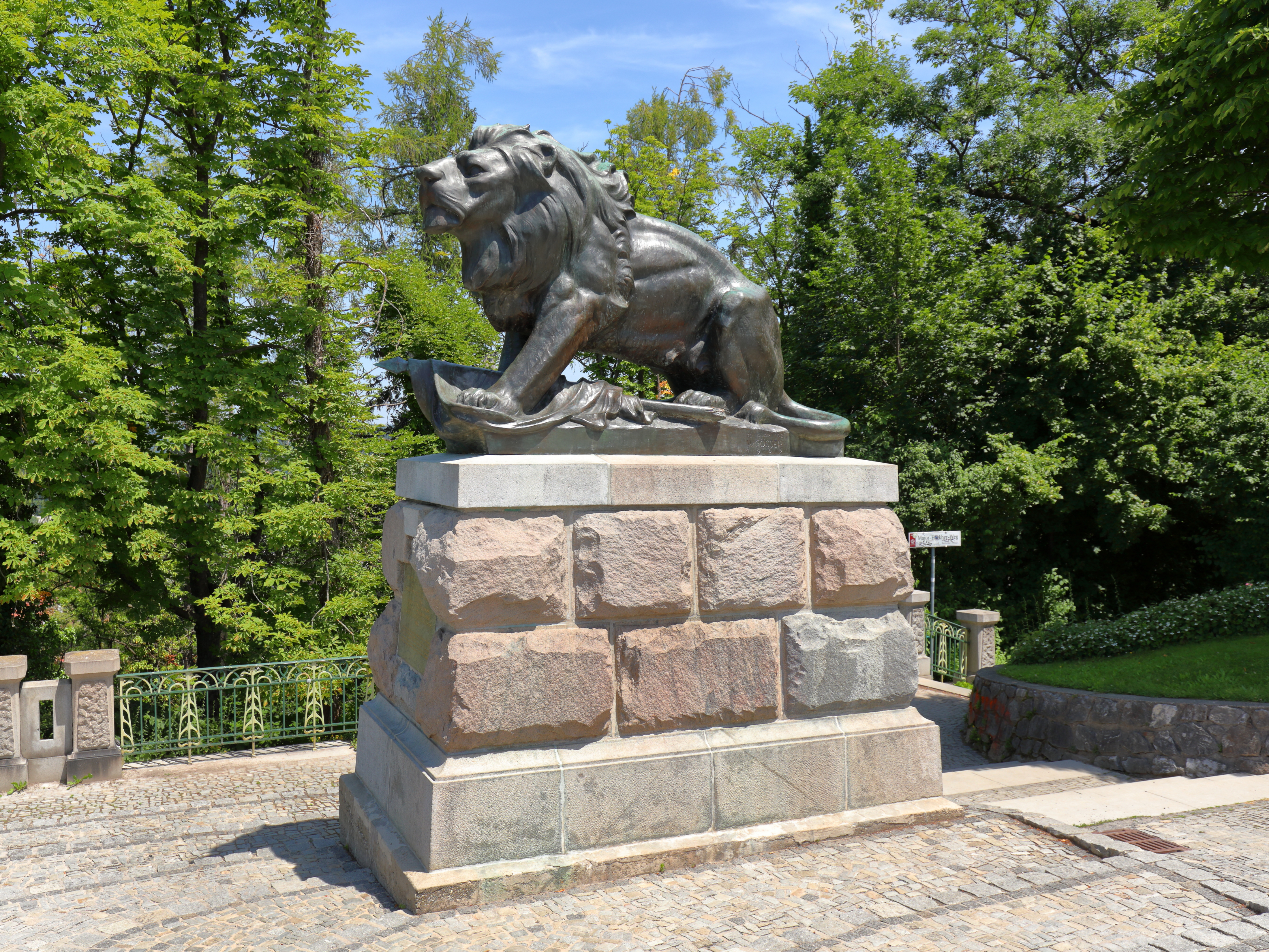
Denkmal für Franz Xaver Hackher zu Hart (1965)
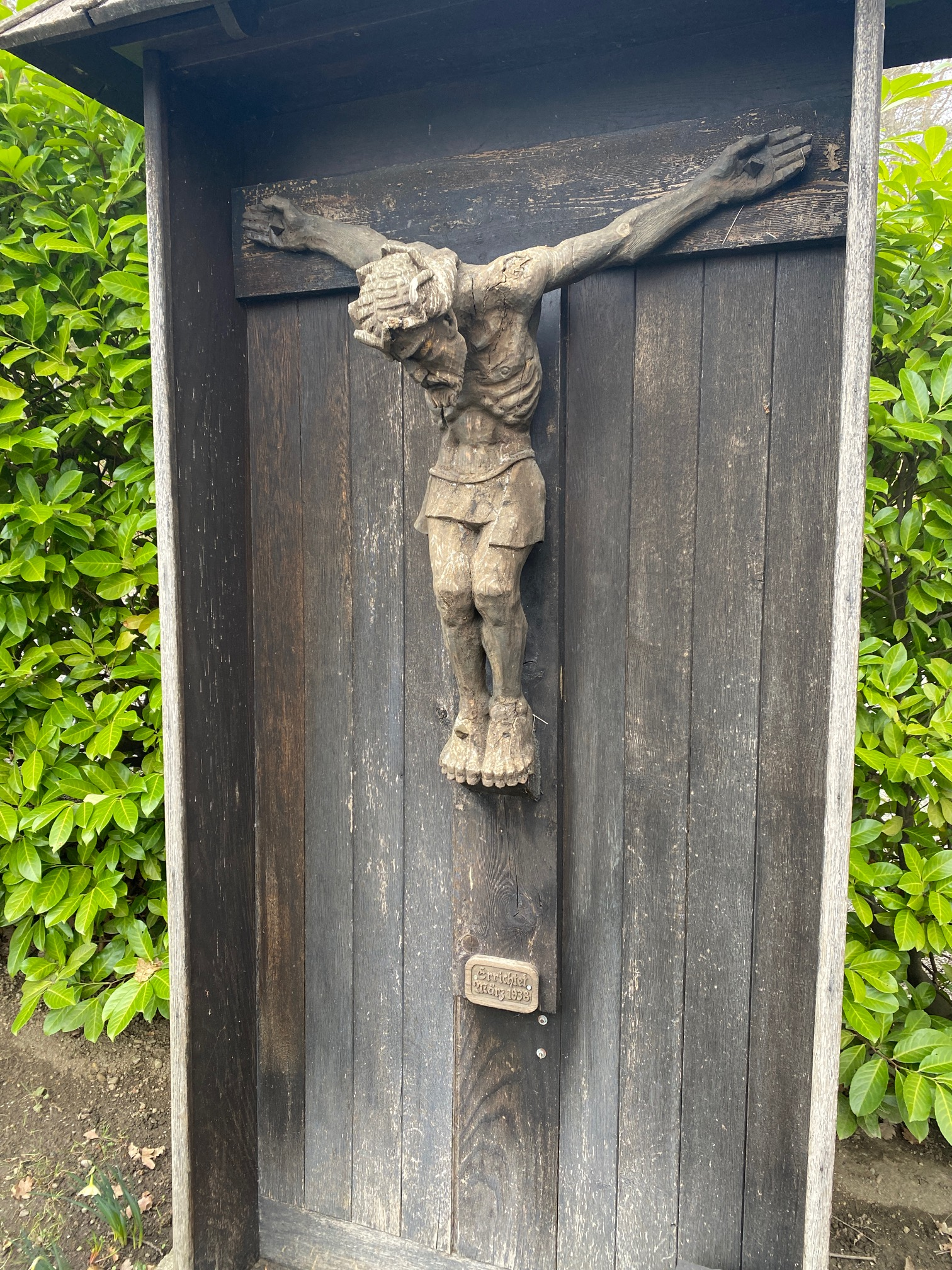
1938 errichtetes „Gösser“ Marterl am Grazer Rosenberg/Platte beim ehemaligen Gasthaus „Zur schönen Aussicht am Grazer Kobenzl“
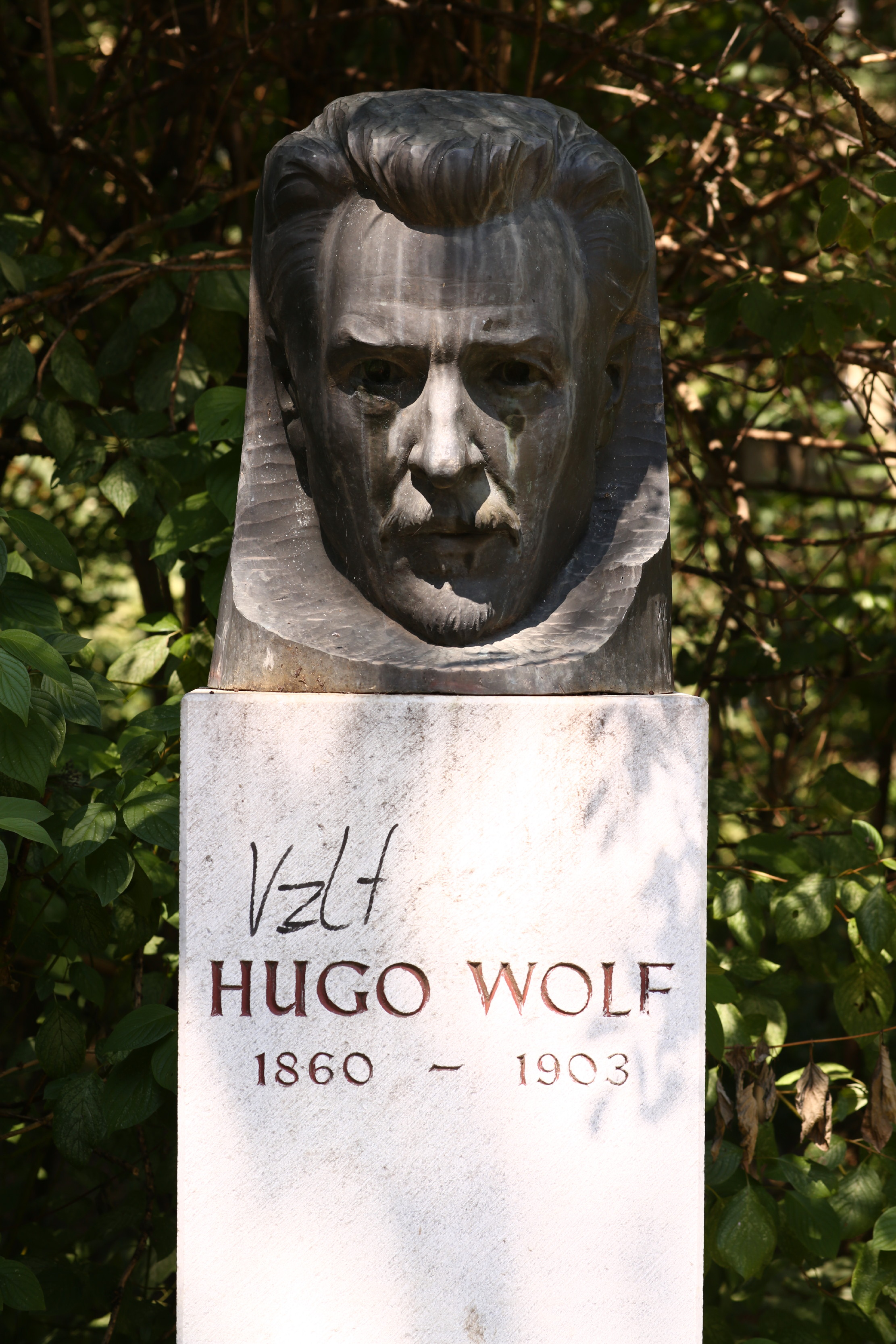
Hugo Wolf Denkmal im Meranpark in Graz
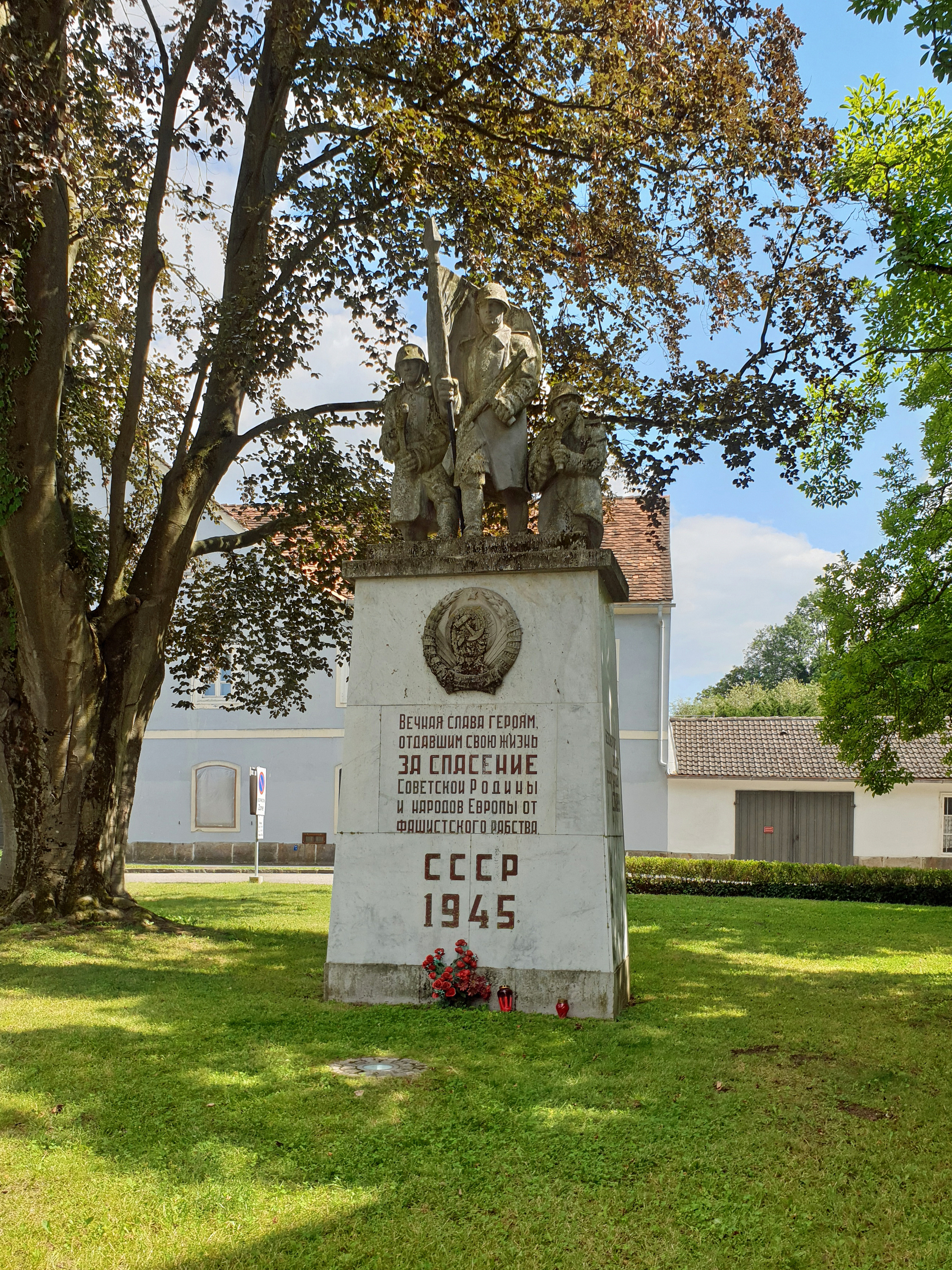
Siegesdenkmal der Roten Armee in Bad Radkersburg
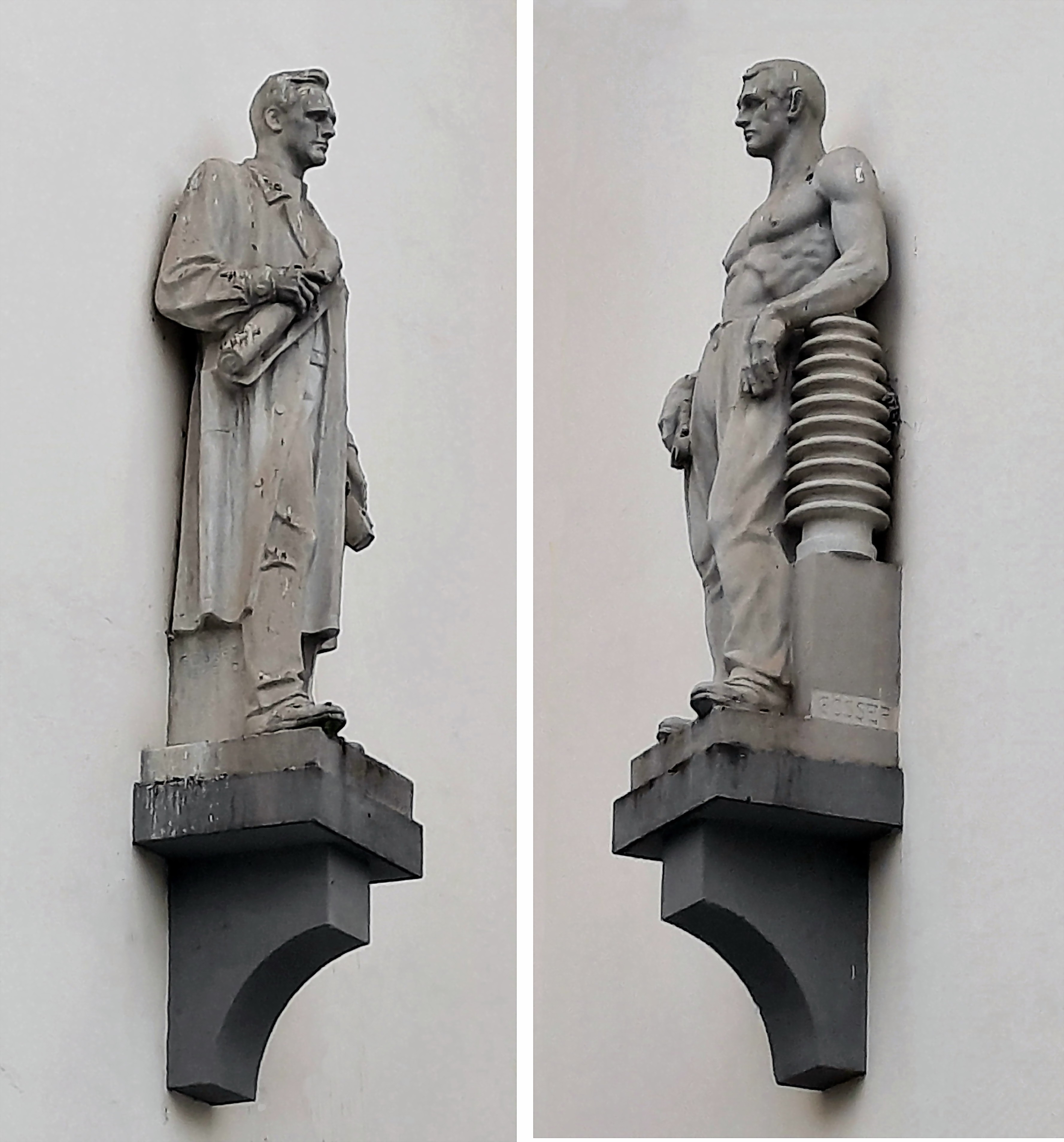
Ingenieur und Arbeiter am Verwaltungsgebäude des ehemaligen ELIN-Transformatorenwerks in Weiz (heute Siemens Energy)

## Auszeichnungen
- Staatspreis 1919 und 1921[4]
- Silberne und Goldene Medaille der Stadt Graz (1911 sowie 1920)
- Bürgerrecht der Stadt Graz (1951)
- 1971 wurde die Wilhelm-Gösser-Gasse in Graz-Ragnitz nach ihm benannt.